# Quikjet Airlines
Quikjet Cargo Airlines Pvt. Limitado. Ltd., con la marca Quikjet Airlines, es una aerolínea de carga con sede en Bangalore, India. En diciembre de 2022, Quikjet reanudó sus operaciones con un nuevo AOC.

## Historia
La aerolínea se formó en 2007, promovida por AFL Pvt Ltd. Farnair, con sede en Suiza, adquirió una participación del 36,2% en la aerolínea en febrero de 2012, lo que convirtió a AFL en el segundo mayor accionista con una participación del 20,8% en la aerolínea. QuikJet había operado uno de los doce ATR 72-200F de Farnair hasta marzo de 2013 antes de cerrar temporalmente el taller en previsión de un B737-400F. En mayo de 2015, la Junta de Promoción de Inversiones Extranjeras (FIPB) de la India aprobó el plan de Farnair para aumentar gradualmente su participación en Quikjet Cargo Airlines del 50,93% al 72,59%, lo que implica una inversión extranjera directa total mínima de Rs. 14,4 millones de rupias. Quickjet lanzó servicios regulares de carga nacional utilizando aviones 737-400F. La aerolínea inició vuelos de carga programados el 16 de febrero de 2016 utilizando un Boeing 737.
A finales de 2014, tras la adquisición de Farnair, ASL Aviation Holdings se convirtió en el accionista mayoritario de Quikjet Airlines.
En agosto de 2022, Quickjet Cargo recibió su primer Boeing 737-800F y tenía otro pedido. Quickjet Cargo operará para Amazon Air en India.

## Destinos
A diciembre de 2022, Quikjet Cargo no opera ningún vuelo.
| Países | Destinos  | Aeropuertos                                         | Notas      |
| ------ | --------- | --------------------------------------------------- | ---------- |
| India  | Delhi     | Aeropuerto Internacional Indira Gandhi              | Hub        |
| India  | Bangalore | Aeropuerto Internacional Kempegowda                 |            |
| India  | Chennai   | Aeropuerto Internacional de Chennai                 |            |
| India  | Hyderabad | Aeropuerto Internacional Rajiv Gandhi               | Hub        |
| India  | Calcuta   | Aeropuerto Internacional Netaji Subhas Chandra Bose | Finalizado |

## Flota
En febrero de 2023, Quikjet Cargo opera los siguientes aviones:
| Avión           | En servicio | En servicio | Notas                         |
| --------------- | ----------- | ----------- | ----------------------------- |
| Boeing 737-800F | 2           | 2           | VT-AAZ operado por Amazon Air |
| Total           | 2           | 2           |                               |